# The Criterion Collection

Altes Logo

The Criterion Collection ist ein US-amerikanisches Unternehmen, das technisch hochwertige Kopien von „wichtigen klassischen und zeitgenössischen Filmen“, zunächst auf Laserdisc, dann DVD und Blu-ray für Endverbraucher anbietet. In den englischsprachigen Ländern genießt die Collection aufgrund der breiten Auswahl an Autorenfilmen einen guten Ruf bei Cineasten.
Die Firma wurde 1984 als Joint Venture zwischen Janus Films und Voyager Company gegründet. Firmensitz ist New York City. Der Umsatz betrug 2007 rund 6,1 Millionen Dollar.

## Die Collection
Nachdem die Criterion Collection zunächst ihre Filme auf Laserdisc veröffentlichte, wurde ab 1998 auf DVDs umgestiegen. Seit 1998 veröffentlichte das Unternehmen über 1000 Filme auf Bluray und DVD, die 1000er-Marke wurde im Jahr 2019 überschritten.
Zu den angebotenen Filmen zählen vor allem renommierte Filme der unterschiedlichsten Herkunft, es kann sich dabei um Filmklassiker verschiedener Länder, jüngere Oscar-Kandidaten, Stummfilme, Genre-Kultfilme, Geheimtipps oder Werke des Weltkinos handeln. Ein Schwerpunkt liegt auf Autorenfilmern wie Robert Altman, Robert Bresson, Catherine Breillat, Ingmar Bergman, John Cassavetes, David Cronenberg, Barbara Kopple, Akira Kurosawa, Louis Malle, Éric Rohmer, Chris Marker, Ozu Yasujirō und Pier Paolo Pasolini. Auch Dokumentarfilme wurden bereits veröffentlicht. Die Veröffentlichungen weisen in der Regel eine hohe technische Qualität (etwa durch Restaurierungen der Filme vor ihrer Veröffentlichung) sowie ausführliche Extras mit Hintergründen und Analysen zum Film auf.

## Vermarktung
Criterion vertreibt die Filme über ihre Website nur in den USA und Kanada, teilweise sind sie jedoch auch über deutsche Versandfirmen zu beziehen. Nachdem die Filme lange nur unter dem Regionalcode A für den nordamerikanischen Markt angefertigt wurden, finden seit 2016 in Großbritannien auch regelmäßig Veröffentlichungen für den Regionalcode B statt, der im deutschsprachigen Raum gängig ist.
Inzwischen wird mit Criterion Channel auch ein Streamingdienst geführt, der allerdings in Deutschland nicht verfügbar ist.